# Achtentwintig

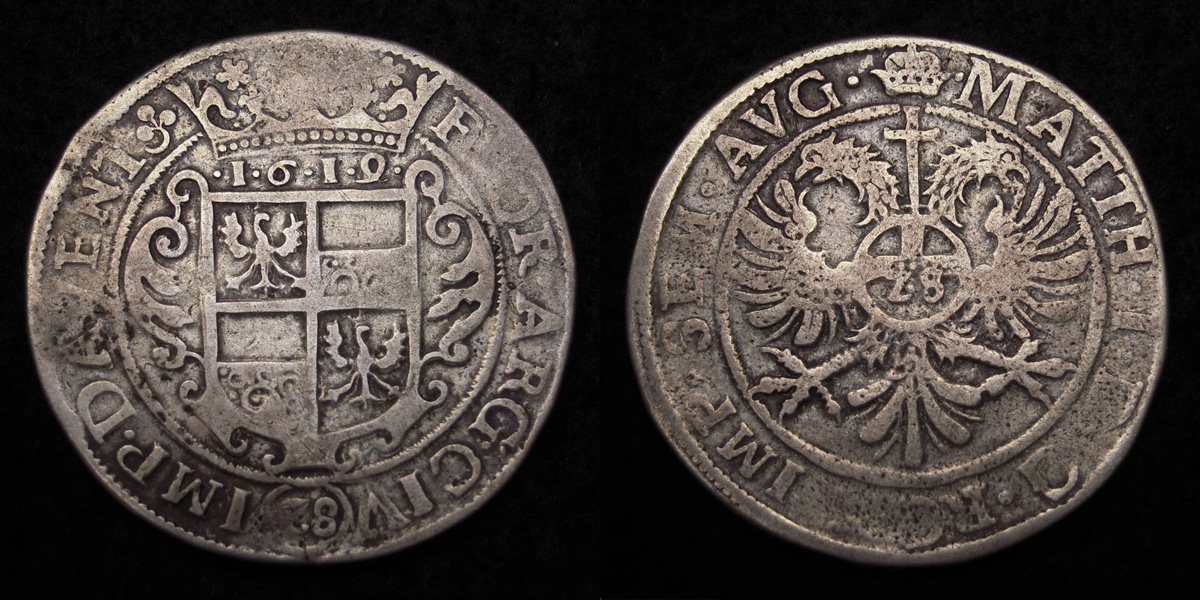

Achtentwintig – niderlandzki gulden o zawartości 15,28 grama czystego srebra i wartości 28 stuiverów, wprowadzony w 1601 r. we Fryzji, następnie w 1618 r. bity w Deventer i Zwolle. Achtentwintig od 1680 r. do końca XVII w. był bity także w innych prowincjach niderlandzkich.